# باتکینز (اوهایو)
باتکینز (به انگلیسی: Botkins) یک روستا در ایالات متحده آمریکا است که در شهرستان شلبی، اوهایو واقع شده‌است. باتکینز ۳٫۲۴ کیلومتر مربع مساحت و ۱٬۱۵۵ نفر جمعیت دارد و ۳۰۵ متر بالاتر از سطح دریا واقع شده‌است.